# Andebol 1
Die Andebol 1 ist die höchste Spielklasse im portugiesischen Männer-Handball. Veranstalter des seit 1953 ausgetragenen Wettbewerbs ist der portugiesische Handballverband Federação de Andebol de Portugal. Die Liga trägt seit 2019 den Namen Placard Andebol 1 nach dem Sponsor Placard, einem Online-Wettbüro für Sportwetten. Von 2014 bis 2016 war das Versicherungsunternehmen Fidelidade Namenssponsor.

## Modus
In der Hauptrunde (1a Fase) spielten bis 2023 die vierzehn Mannschaften in Hin- und Rückrunde jeder gegen jeden die Platzierungen aus. Die ersten acht erreichten die Meisterrunde (Fase Final – Grupo A), die untersten sechs die Abstiegsrunde (Fase Final – Grupo B). Dabei wurden die Punkte aus der Hauptrunde mitgenommen. Anschließend spielte innerhalb jeder Gruppe erneut jeder gegen jeden in Heim- und Auswärtsspiel. Die beiden schlechtesten Mannschaften der Grupo B stiegen ab. Der Sieger der Grupo A wurde portugiesischer Meister und qualifiziert sich für die EHF Champions League. Die zweit- bis viertplatzierten Mannschaften durften an der EHF European League teilnehmen.
Seit der Saison 2023/24 nehmen 18 Mannschaften an der 1a Fase teil. Die besten sechs Teams spielen anschließend in der Grupo A untereinander um die Meisterschaft, die mittleren sechs Teams in der Grupo B um die Plätze 7 bis 12 und die schlechtesten sechs Mannschaften in der Grupo C um den Klassenerhalt.

## Bisherige Meister
| Anzahl | Verein                 | Jahre |
| ------ | ---------------------- | --- |
| 24     | FC Porto               | 1954, 1957, 1958, 1959, 1960, 1963, 1964, 1965, 1968, 1999, 2002, 2003, 2004, 2009, 2010, 2011, 2012, 2013, 2014, 2015, 2019, 2021, 2022, 2023 |
| 21     | Sporting Lissabon      | 1952, 1956, 1961, 1966, 1967, 1969, 1970, 1971, 1972, 1973, 1978, 1979, 1980, 1981, 1984, 1986, 2001, 2017, 2018, 2024, 2025                   |
| 13     | Académico Basket Clube | 1987, 1988, 1991, 1992, 1993, 1995, 1996, 1997, 1998, 2000, 2006, 2007, 2016                                                                   |
| 07     | Benfica Lissabon       | 1962, 1975, 1982, 1983, 1989, 1990, 2008 |
| 05     | Belenenses Lissabon    | 1974, 1976, 1977, 1985, 1994 |
| 01     | SC Salgueiros          | 1953 |
| 01     | Madeira Andebol SAD    | 2005 |

Die Saison 2019/20 wurde wegen der COVID-19-Pandemie abgebrochen, der FC Porto belegte bei Abbruch Platz 1, aber der Meistertitel wurde nicht vergeben.